# 장곡도서관
장곡도서관은 경기도 시흥시의 도서관이다.

## 연혁
- 2015년 4월 10일 개관.
- 2019년 2월 28일 시흥시 직영운영.

## 시설 현황
- 3층: 시청각실, 문화교실, 사무실
- 2층: 글마루(일반도서 비치, 인터넷 코너)
- 1층: 아이마루(유아 및 아동도서비치), 통신실, 로비
- 지하1층: 주차장
- 지하2층: 창고등

## 이용 안내
이용 시간
- 2층 종합자료실 (화~일 08:00 ~ 22:00
- 1층 어린이자료실(화~일) 09:00 ~ 18:00

휴관일
- 정기휴무일(월요일)
- 법정공휴일(일요일이 법정 공휴일인 경우 일요일 휴무)